# Южное железнодорожное полукольцо Киева
Южное железнодорожное полукольцо Киева - линия Киевского железнодорожного узла.

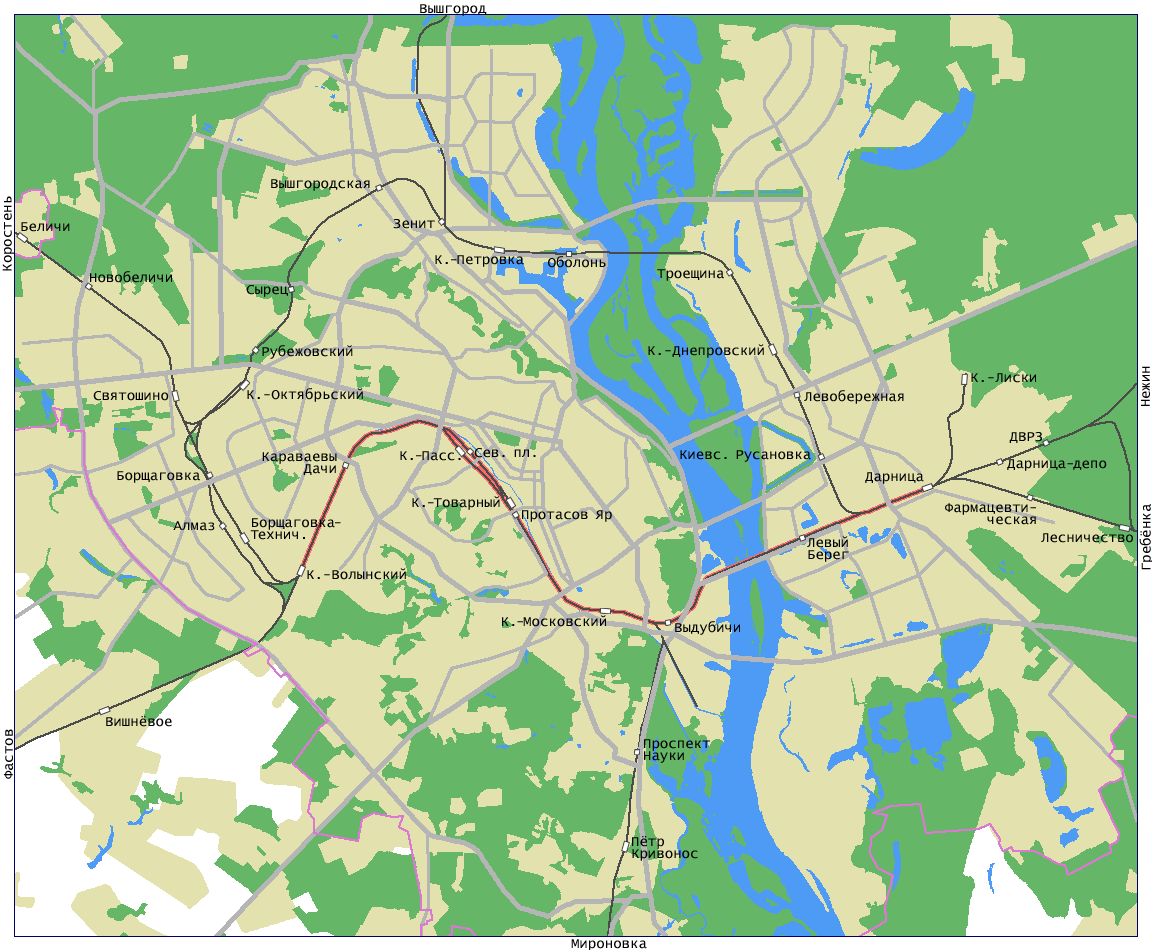

## История и описание
Длина 21 км. Южное железнодорожное полукольцо было сооружено в 1868—1870 гг. в составе Киево-Балтской и Курско-Киевской железных дорог. В пределах Киева трасса Южного полукольца проходит от станции Киев-Волынский до станции Дарница; начиная от платформы Караваевы дачи и до платформы Выдубичи трасса ветки проходит по долине реки Лыбедь; железную дорогу пересекают многочисленные путепроводы — Караваевский, Воздухофлотский, Автовокзальный и т. д., в районе платформы Протасов Яр железная дорога проходит по Протасовским путепроводам. На ветке расположены семь вокзалов — Киев-Волынский, Караваевы дачи, Центральный, Южный и Пригородный станции Киев-Пассажирский, Киев-Демеевский, пригородный вокзал станции Дарница, восьмой — вокзал для поездов дальнего следования станции Дарница в настоящее время находится в стадии замороженного строительства. 
В результате открытия Дарницкого автомобильно-железнодорожного моста все перегоны полукольца четырёхпутные, начиная с 2010 года ведутся работы по прокладке 5-го пути между станциями Киев-Пассажирский и Киев-Демеевский. Все перегоны электрифицированные. Действуют десять станций и остановочных платформ.
По линии проходит интенсивный трафик - как грузовой, так и пассажирский (пригородного и дальнего следования).

## Список остановочных пунктов
- Дарница (станция, пригородный вокзал, в перспективе — вокзал поездов дальнего следования)
- Левый Берег (остановочный пункт)
- Ботаническая (остановочный пункт, разобран)
- Выдубичи (платформа)
- Киев-Демеевский (станция, пригородный вокзал)
- Протасов Яр (остановочный пункт)
- Киев-Товарный (товарная станция)
- Северная (остановочный пункт)
- Киев-Пассажирский (станция, пригородный вокзал, вокзалы поездов дальнего следования Центральный и Южный)
- Вагонное депо (служебная платформа)
- Караваевы Дачи (остановочный пункт, пригородный вокзал)
- Киев-Волынский (станция, пригородный вокзал)

## Пересадочные узлы
- Караваевы дачи — пересадка между пригородными электропоездами, автобусными и троллейбусными маршрутами;
- Выдубичи — пересадка между пригородными электропоездами, автобусными и троллейбусными маршрутами, метрополитеном и пригородными автобусами;
- Левый берег — пересадка между пригородными электропоездами, автобусными маршрутами.

## Интересные факты
- Платформа Ботаническая была закрыта в 2000 году в связи с открытием новой платформы Выдубичи в километре западнее;
- Около вагонного депо Киев-Пассажирский (ЛВЧД-1 ЮЗЖД) находится служебная платформа Вагонное депо с выходом к станции скоростного трамвая «Политехническая».